# Negrisia
Negrisia è una frazione del comune di Ponte di Piave, in provincia di Treviso.

## Geografia fisica
Negrisia si trova a nordovest del capoluogo comunale, verso Roncadelle di Ormelle. Posta a circa 2 km dalla riva sinistra del Piave, l'abitato è compreso tra il fosso Negrisia a ovest e il canale Grassaga a est.

## Storia
È uno dei centri più antichi della zona ed ebbe importanza come sede della pieve di San Romano. Fondata nel X secolo, come risulta in una bolla di papa Eugenio III del 1152 dipendeva dal vescovo di Treviso, assieme a un fortilizio, a un porto fluviale sul Piave e a una corte.
Fu proprio il Piave a determinare la decadenza della pieve: tra la fine del Cinquecento e gli inizi del Seicento, le frequenti inondazioni spinsero i parroci a trasferirsi stabilmente presso la chiesa di Ronchi, l'attuale parrocchiale di Ponte di Piave, fatto che culminò con l'unione dei due titoli.